# Rezerwat przyrody Krzywe Koło w Pętli Wdy
Rezerwat przyrody Krzywe Koło w Pętli Wdy – leśny rezerwat przyrody na obszarze Kociewia w kompleksie leśnym Borów Tucholskich, na terenie gminy Osiek w województwie pomorskim. Został utworzony w 1960 roku. Powierzchnia rezerwatu wynosi 10,03 ha (akt powołujący podawał 9,79 ha). Celem ochrony jest zachowanie stanowiska grądu subkontynentalnego Tilio-Carpinetum z udziałem licznych rzadkich, zagrożonych i chronionych gatunków roślin. Rezerwat położony jest w zakolu silnie meandrującej rzeki Wdy w jej bardzo wąskim przesmyku. Granica rezerwatu przebiega skrajem lasu.
Dla turystów do zwiedzania jest udostępniona ścieżka, prowadząca przez cały rezerwat.
Rezerwat leży na gruntach Skarbu Państwa w zarządzie Nadleśnictwa Lubichowo. Nadzór sprawuje Regionalny Dyrektor Ochrony Środowiska w Gdańsku. Na mocy obowiązującego planu ochrony ustanowionego w 2012 roku, obszar rezerwatu objęty jest ochroną czynną.
Rezerwat jest położony w obrębie dwóch obszarów Natura 2000 – obszaru specjalnej ochrony ptaków PLB220009 „Bory Tucholskie” i specjalnego obszaru ochrony siedlisk PLH040017 „Sandr Wdy”, a ponadto na terenie Obszaru Chronionego Krajobrazu Borów Tucholskich.
Najbliższe miejscowości to Błędno i Suchobrzeźnica. Obok rezerwatu przebiega trasa turystycznego szlaku Jezior Kociewskich.

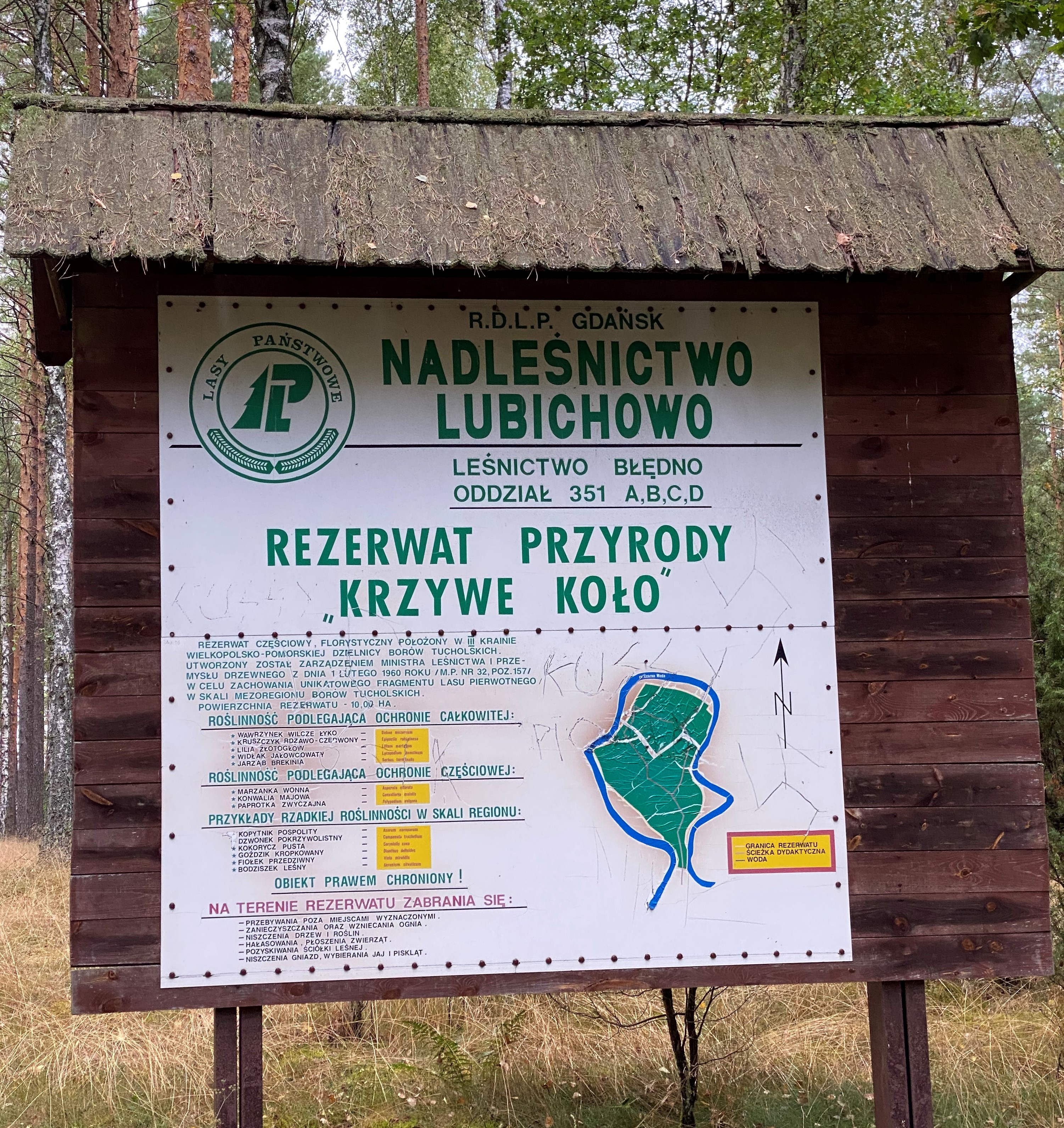
Tablica przed wejściem do rezerwatu